# هیپو رگیوس

جایگاه هیپو رگیوس در الجزایر کنونی

هیپو رگیوس(به لاتین: Hippo Regius) نام باستانی شهر عنابه در کشور کنونی الجزایر می‌باشد. این شهر یکی از شهرهای بزرگ روم در آفریقا بود. همچنین این شهر انجمن‌های مسیحی چندی را پذیرا بود و زادگاه فیلسوف و خداشناس نامی آگوستین هیپویی بود. در آغاز پیدایش این شهر تختگاه پادشاهان نومیدی بود.
آب و هوای این شهر در زمستان دلپذیر و در تابستان شرجی‌است.

## تاریخچه
این شهر در آغاز مهاجرنشین مردمان صوری بود و در این زمان Hipponensis Sinus خوانده‌می‌شد. فنیقیان به احتمال در سدهٔ دوازدهم پیش از میلاد در آن جاگیرشده‌اند. پسوند رگیوس که با این شهر داده‌شده‌است برپایهٔ پایتختی آن نزد پادشاهان نومیدی بوده‌است. در آینده رومیان بر آن دست یازیدند و از آن پس اینجا یکی از شهرهای عمدهٔ روم در آفریقا گشت. در ۴۳۰ (میلادی) وندال‌ها این شهر را محاصره کردند و پس از ۱۸ ماه محاصره به دست ایشان افتاد و پایتخت گیسریک شاه وندال‌ها تا سال ۴۳۹ (میلادی) شد.
در ۵۳۴ روم شرقی هیپو گریوس را گشود و تا ۶۹۸ بر آن فرمان راند تا اینکه به دست شرقیون افتاد.